# Давид (эриставт-эристави)
Давид (груз. დავითი; умер в 908 году) — грузинский принц Тао-Кларджети из династии Багратионов. 
Князь верхнего Тао с титулом эриставт-эристави («князь князей»). 
Старший сын Адарнасе III Багратиона, последний был старшим сыном князя Гургена I Куропалата. Согласно Кирилу Туманову он правил с 896 года до своей смерти в 908 году. 
В любом случае он умер бездетным до 918 года, даты смерти своего дяди и преемника Ашота Кухи.